# Xã Prairie, Quận Warren, Indiana
Xã Prairie (tiếng Anh: Prairie Township) là một xã thuộc quận Warren, tiểu bang Indiana, Hoa Kỳ. Năm 2010, dân số của xã này là 257 người.